# Ernie Barnes
Ne pas confondre avec Ernest Barnes.
Pour les articles homonymes, voir Barnes.
Ernest Eugene Barnes, Jr., né le 15 juillet 1938 Durham en Caroline du Nord et mort le 27 avril 2009 à Los Angeles, est un artiste-peintre, joueur de football américain, acteur et auteur.

## Biographie

### Jeunesse
Ernest Eugene Barnes, Jr. est né le 15 juillet 1938 à Durham en Caroline du Nord. Il est le fils de Ernest Barnes Sr..

### Sport
Il commence sa carrière dans le sport en jouant au football américain pour les Redskins de Washington. Il joue pour plusieurs équipes dans la National Football League avant de se retirer à cause d'une blessure en 1966.

### Peinture
Il continue à peindre durant sa carrière dans le football. Son travail est décrit aux États-Unis par une sitcom Good Times. Parmi ses œuvres figurent Football Players. Il a peint le tableau The Graduate qui met en scène un homme noir diplômé marchant dans la rue.
L'une de ses œuvres les plus connues, The Sugar Shack, illustre la pochette de l'album I Want You (1976) de Marvin Gaye.

### Filmographie

#### Acteur
- Don't Look Back: The Story of Leroy 'Satchel' Paige
- Good Times
- 1971 : Femmes de médecins (Doctors' Wives) de George Schaefer
- Number One

### Décès
Il est mort le 27 avril 2009 à Los Angeles.